# جيمس ستيفنز (شاعر)
جيمس ستيفنز (بالإنجليزية: James Stephens)‏ هو صحفي وكاتب وشاعر أيرلندي، ولد في 9 فبراير 1882 في دبلن في جمهورية أيرلندا، وتوفي في 26 ديسمبر 1950 في لندن في المملكة المتحدة.

## وصلات خارجية
- جيمس ستيفنز على موقع الموسوعة البريطانية (الإنجليزية)
- جيمس ستيفنز على موقع مونزينجر (الألمانية)
- جيمس ستيفنز على موقع ميوزك برينز (الإنجليزية)